# 甲酸镁
甲酸镁是一种无机化合物，化学式为Mg(HCO2)2。它可由甲酸和氧化镁反应得到，从溶液中结晶出二水合物。二水合物在105 °C失水，得到无水物；在500 °C生成氧化镁。